# Disorygma depile
Disorygma depile är en stekelart som först beskrevs av Giraud 1860.  Disorygma depile ingår i släktet Disorygma, och familjen glattsteklar. Arten är reproducerande i Sverige.